# Steffen Essigbeck
Steffen Essigbeck (* 1985 in Albstadt) ist ein deutscher Schauspieler und Intendant.

## Leben
Steffen Essigbeck, geboren und aufgewachsen in Albstadt, lebt in Langenargen am Bodensee.
Arbeitet zunächst als printoperator im Offsetdruck. Absolviert im Jahr 2010 die Ausbildung zum staatlich anerkannten Schauspieler in Stuttgart. Zu seiner Tätigkeit als Schauspieler unterstützt er seit dem Jahr 2011 verschiedene Theater im Bereich der Werbung, PR- und Öffentlichkeitsarbeit und ist im Bereich Kulturvermittlung und -verkauf für Theaterproduktionen zuständig. Von 2014 bis 2018 konzipierte und entwickelte er gemeinsam mit Nadine Klante die Langenargener Festspiele, bei welchen er seit Gründung des Theaters im Jahr 2017 als Intendant tätig ist. Seine berufliche Laufbahn erweitert sich im Jahr 2019 um die kaufmännische Leitung am Studio Theater Stuttgart.

### Theater
Schauspiel-Engagements führen Essigbeck an das Theater der Altstadt (Stuttgart), die Württembergischen Landesbühne Esslingen, die Bregenzer Festspiele, die Naturbühne am blauen See (Ratingen), das Theater der Figur (Nenzing), das Studio Theater Stuttgart und das Wittener Kinder- und Jugendtheater (Tournee im deutschsprachiger Raum). – Auf den Theaterbühnen ist er unter anderem in Rollen als Ismael (Moby Dick), Combeferre (Les Miserables), Benvolio und Tybalt (Romeo und Julia), Loriot (Loriot Dramatische Werke), Johnnie (Linie 1), Tom Sawyer (Tom Sawyer und Huckleberry Finn), Max (Habe ich dir eigentlich schon erzählt…) und Kalle Blomquist (Meisterdetektiv Kalle Blomquist) zu sehen.

### Film und Fernsehen
Engagements in Film und Fernsehen führen den Schauspieler zu den Produktionen Aktenzeichen XY ungelöst (ZDF); Eine für Alle – Frauen könnens Besser (ARD); Der Mann der über Autos sprang (Kino), mehrere Kurzfilme u. a. für Filmakademie Ludwigsburg; DHBW Ravensburg; Ruhrakademie Schwerte als auch Imagefilme für diverse Firmen.

### Hörspiele
Im Hörspiel Schwaben-Angst (Autor: Klaus Wanninger) spricht Essigbeck die Rolle des Radiopraktikanten.